# 1913年の政治
1913年の政治（1913ねんのせいじ）では、1913年（大正2年）の政治分野に関する出来事について記述する。

## できごと

### 1月
- 1月11日 - チベット・モンゴル相互承認条約締結。
- 1月20日 - 中国国民党が分裂。
- 1月21日 - 帝国議会がさらに15日間停会。憲政擁護運動（第一次護憲運動）が拡大。

### 2月
- 2月3日 - アメリカ合衆国憲法修正第16条批准。
- 2月5日
  - 立憲政友会、立憲国民党などの野党が桂内閣不信任案を提出。
  - 尾崎行雄が政府弾劾演説を行う。
  - 帝国議会が5日間停会。
- 2月9日 - 憲政擁護第3大会開催。
- 2月10日
  - 第30回議会再開。
  - 護憲派の民衆が帝国議会を包囲し野党派を激励。
  - 帝国議会が3日間停会。
- 2月11日 - 第3次桂内閣総辞職（大正政変）。
- 2月20日 - 第1次山本内閣成立。
- 2月23日 - 尾崎行雄らが政友倶楽部を結成。

### 3月
- 3月4日 - ウッドロー・ウィルソンが、第28代米大統領に就任。
- 3月20日 - 国民党理事長代理の宋教仁が狙撃される。
- 3月22日 - 宋教仁が死亡。

### 4月
- 4月8日 - アメリカ合衆国憲法修正第17条批准。

### 5月
- 5月29日 - 袁世凱支持の共和党、統一党、民主党三党が合同して進歩党を結成。理事長に黎元洪。
- 5月30日 - バルカン同盟諸国とオスマン帝国との間でロンドン条約締結。第1次バルカン戦争終結。

### 6月

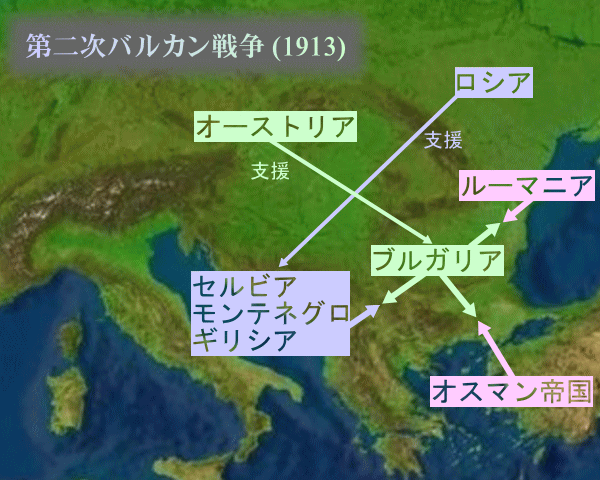
第二次バルカン戦争

- 6月13日 - 軍部大臣現役武官制撤廃。
- 6月29日 - 第2次バルカン戦争勃発。

### 7月
- 7月12日 - 中華民国で袁世凱の専制と国民党弾圧に反対して、第二革命が起こる。

### 8月
- 8月10日 - ブカレスト条約締結。第2次バルカン戦争終結。
- 8月 - 孫文、黄興、胡漢民、李烈鈞らが日本に亡命。

### 9月
- 9月1日 - 袁世凱が南京を占領。第二革命が失敗。
- 9月18日 - 袁世凱、新たな御用政党として、公民党を結成。

### 10月
- 10月6日 - 日本政府が中華民国を承認。
- 10月10日
  - 桂太郎前首相、死去。
  - 袁世凱が正式に大総統に就任。
- 10月21日 - 中国で国民党・進歩党の有志が民憲党を結成[1]。

### 11月
- 11月4日 - 袁世凱、国民党に解散命令。国民党籍の国会議員438人の議員資格を剥奪。
- 11月6日 - 南アフリカ連邦でマハトマ・ガンディーがインド系炭坑夫の反差別運動中に逮捕。
- 11月15日 - 中華民国で国会が正式に停会。進歩党、事実上崩壊[2]。
- 11月22日 - 江戸幕府第15代征夷大将軍、徳川慶喜が、死去。

### 12月
- 12月5日 - チベットとモンゴルがチベット・モンゴル相互承認条約を締結。
- 12月23日 - 立憲同志会結成。総理（党首）に加藤高明。
- 12月24日 - 第31議会召集。